# Dziekan (szkolnictwo wyższe)
Dziekan – w Polsce kierownik wydziału uczelni, przed 1 października 2018 r. ustawowy, jednoosobowy organ szkoły wyższej, jako kierownik podstawowej jednostki organizacyjnej uczelni. Prawo o szkolnictwie wyższym i nauce nie zawiera regulacji dotyczących dziekanów. Zgodnie z art. 34 ust. 1 pkt 6 tej ustawy funkcje kierownicze w uczelni określa jej statut.
W uczelni publicznej dziekan wydziału i prodziekani pochodzą z wyboru lub z konkursu, których tryb określa statut uczelni. Przed 1 października 2018 r. ich kadencja trwała cztery lata i nie mogli być wybrani na więcej niż dwie następujące po sobie kadencje.

## Kompetencje ustawowe dziekana
- przewodniczenie radzie wydziału,
- wnioskowanie o dokonanie oceny nauczyciela akademickiego zatrudnionego na danym wydziale,
- powoływanie komisji rekrutacyjnych (jeśli statut danej uczelni tak stanowi),
- wyrażanie zgody na przeniesienie studenta z innej uczelni,
- przyznawanie studentom świadczeń pomocy materialnej (jeśli uprawnienie to nie zostało przekazane komisjom stypendialnym),
- powoływanie oraz sprawowanie nadzoru nad komisjami stypendialnymi,
- podejmowanie decyzji w sprawie skreślenia studenta z listy studentów.

## Kompetencje statutowe dziekana
Zgodnie z art. 70 ust. 1 ustawy z dnia 27 lipca 2005 r. – Prawo o szkolnictwie wyższym kompetencje kierownika podstawowej jednostki organizacyjnej uczelni (dziekana) określał statut.
W praktyce statutowej uczelni można spotkać następujące zapisy dotyczące kompetencji dziekana:
- kierowanie działalnością wydziału,
- reprezentowanie wydziału na zewnątrz,
- powoływanie kierowników jednostek organizacyjnych wydziału,
- ustalanie szczegółowego zakresu i wymiaru obowiązków nauczyciela akademickiego zatrudnionego na danym wydziale,
- zapewnienie prawidłowej organizacji toku studiów,
- podejmowanie decyzji w sprawach studenckich, wynikających z regulaminu studiów (np. zaliczenie semestru, dopuszczenie do egzaminu dyplomowego, udzielenie urlopu dziekańskiego),
- kierowanie gospodarką finansową wydziału.
- dla realizacji swych zadań dziekan może wydawać zarządzenia i instrukcje oraz żądać wyjaśnień od wszystkich pracowników, doktorantów i studentów wydziału, a także powoływać stałe i doraźne komisje oraz pełnomocników, informując o tym radę wydziału.